# Lou Reed (음반)
《Lou Reed》는 미국의 록 음악가 루 리드의 데뷔 솔로 스튜디오 음반으로, 그가 벨벳 언더그라운드를 떠난 지 2년 후인 1972년 5월, RCA 레코드를 통해 발매되었다. 이 음반은 리처드 로빈슨과 루 리드가 공동 프로듀싱했으며, 리드의 백밴드로 런던 세션 뮤지션들이 참여했다. 이들 중 두 명인 릭 웨이크먼과 스티브 하우는 영국의 프로그레시브 록 밴드 예스의 멤버였다. 웨이크먼은 녹음 당시를 회상하며 "아무도 볼 수 없도록 불을 꺼야 했다"고 말했다. 음반은 1971년 12월부터 1972년 1월 사이 런던의 모건 스튜디오에서 녹음되었다.
벨벳 언더그라운드에 대한 관심이 높아지던 시기였기에 리드의 데뷔 음반은 큰 기대를 모았으나, 상업적·비평적으로 모두 실망스러운 성적을 거두었으며, 빌보드 200 차트에서는 최고 189위에 그쳤다. 이 음반에는 당시까지 미발표된 벨벳 언더그라운드 곡 8곡의 새 녹음 버전과 두 곡의 신곡 〈Going Down〉, 〈Berlin〉이 수록되어 있다. 이 중 〈Berlin〉은 리드가 1973년 발표한 동명의 음반에서 타이틀곡으로 다시 녹음했다.
1976년, 회고적으로 이 음반에 대해 어떻게 생각하느냐는 질문을 받았을 때, 리드는 "내가 쓴 최고의 노래 몇 곡이 들어 있지만, 프로덕션은 엉망이야"라고 말했다.

## 평가
| 전문가 평가                                | 전문가 평가 |
| 평가 점수                                  | 평가 점수   |
| 출처                                       | 점수        |
| ------------------------------------------ | ----------- |
| AllMusic                                   | [ 4 ]       |
| Chicago Tribune                            | [ 5 ]       |
| Christgau's Record Guide                   | B+          |
| MusicHound Rock: The Essential Album Guide | [ 7 ]       |
| The Rolling Stone Album Guide              | [ 8 ]       |
| (The New) Rolling Stone Album Guide        | [ 9 ]       |

《커머셜 어필》은 이 음반에 대해 "그의 이전 밴드가 유명했던 광란의 일부를 담고 있지만, 대부분의 음악은 보다 표준적인 록 형태로 완화되어 있다"고 썼다.
《버펄로 뉴스》는 리드의 “직설적이고, 거의 지나치게 단순한 가사와 클랩턴 이전의 기타 사운드가 묘하게 만족스러운 경험으로 녹아든다”고 평가했다.
《롤링 스톤 앨범 가이드》는 리드가 벨벳 언더그라운드 시절에 쓴 곡들에 대해 "점잖은 아트 록적 처리"라고 언급했다.

## 곡 목록
모든 곡들은 루 리드에 의해 작사/작곡하였다.
| #  | 제목                 | 재생 시간 |
| -- | -------------------- | --------- |
| 1. | 〈I Can't Stand It〉 | 2:34      |
| 2. | 〈Going Down〉       | 2:53      |
| 3. | 〈Walk and Talk It〉 | 3:38      |
| 4. | 〈Lisa Says〉        | 5:29      |
| 5. | 〈Berlin〉           | 5:13      |

| #   | 제목                    | 재생 시간 |
| --- | ----------------------- | --------- |
| 6.  | 〈I Love You〉          | 2:16      |
| 7.  | 〈Wild Child〉          | 4:39      |
| 8.  | 〈Love Makes You Feel〉 | 3:09      |
| 9.  | 〈Ride into the Sun〉   | 3:13      |
| 10. | 〈Ocean〉               | 5:04      |